# علی پروین
علی پروین (زاده ۳ مهر ۱۳۲۵) بازیکن سابق و مربی فوتبال پیشین تیم ملی ایران ، پرسپولیس است.
وی در جام جهانی ۱۹۷۸ کاپیتان  تیم ملی ایران بود و به همین جهت نخستین کاپیتان تاریخ تیم ملی ایران در جام جهانی است و همچنین علی پروین تا قبل از انقلاب بیشترین تعداد بازی ملی را دارا بود. او پس از بازی در تیم‌های کیان و پیکان به مدت ۱۸ سال به عنوان بازیکن در باشگاه پرسپولیس به میدان رفت و سرمربیگری این تیم را در سه مقطع جداگانه نیز به عهده داشت. وی پس از فرشاد پیوس بیشترین گل زده برای پرسپولیس را در کارنامه دارد او در طول دوران حرفه‌ای خود به‌عنوان هافبک هجومی یا مهاجم بازی می‌کرد و عمدتاً با پرسپولیس ارتباط داشت ، هجده سال برای این تیم بازی کرد، سه بار مدیریت باشگاه را بر عهده داشت، مجموعاً به مدت هفده سال و همچنین به‌عنوان مربی باشگاه فعالیت کرد. 
علی پروین دارای بیشترین تعداد بازی در تیم پرسپولیس است.
علی پروین زننده گل ایران از روی کاشته  در جام ملتهای آسیا بود 

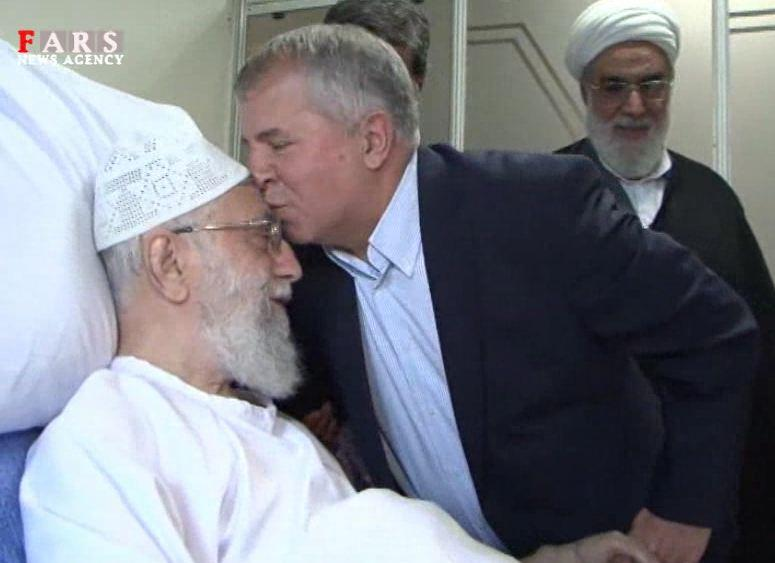
علی پروین در دیدار با سید علی خامنه‌ای

## زندگی و آغاز فوتبال
علی پروین در روز سوم مهر ماه سال ۱۳۲۵ در تهران، ، محله بازار، کوچه غریبان به دنیا آمد. او پنجمین فرزند از یک خانواده پرجمعیت ده نفره است. علاقه علی پروین به فوتبال از سال‌های کودکی در وی شکل گرفت. در همان سال‌ها خانواده‌اش به محله دولاب (خیابان عارف) نقل مکان کردند. این جابجایی در افزایش علاقه او به فوتبال تأثیر بِسزایی داشت زیرا محله دولاب به خاطر داشتن زمین‌های خاکی فراوان مثل زمین نادر، زمین منبع، زمین عارف و … مورد توجه علاقه‌مندان به فوتبال بود.
وی در مهرماه ۱۳۳۲ وارد دبستان شد و از مدرسه توحید تحصیل را آغاز کرد، ولی علاقه او به فوتبال مانع پیشرفت او در زمینه درسی شد. پروین فوتبال را به‌طور جدی از دوازده سالگی و از زمین عارف واقع در خیابان ۱۷ شهریور و محلات شیوا و غیاثی آغاز کرد. اولین تیمی که او به عضویت آن درآمد تیم عارف بود. علی پروین با این تیم قهرمان محلات جنوبی تهران شد.

## باشگاه کیان
پروین در جوانی به تیم البرز که در واقع تیم دسته دوم باشگاه کیان بود پیوست – تیمی که توسط علی الهی و داود معروف اداره می‌شد. درخشش او و بازی‌های قابل قبولش باعث شد تا در سال ۱۳۴۴ به تیم کیان – که آن زمان منصور امیرآصفی را به عنوان مربی و بازیکنانی نظیر پرویز قلیچ خانی، گودرز حبیبی و عزت جانملکی را در اختیار داشت- بپیوندد. وی دو سال در باشگاه کیان عضویت داشت. او در دیدار با پاس مورد توجه قرار گرفت.

## حضور در تیم ملی جوانان
پروین در مسابقات ۱۹۶۹ تایلند برای تیم ملی فوتبال جوانان ایران به میدان رفت و عنوان سومی این رقابت‌ها را با تیم ملی نوجوانان کسب نمود. او در مسابقات ۱۹۷۰ فیلیپین در پیروزی ۸ گله تیم ملی نوجوانان مقابل تیم سیلان سه گل به ثمر رساند. علی پروین در بازی دوم که با پیروزی چهار بر یک برابر ژاپن همراه بود بار دیگر گلزنی کرد. او در مرحله حذفی برابر کره جنوبی یک پنالتی از دست داد و ایران بازی را واگذار کرد.

## باشگاه پیکان
پس از تشکیل باشگاه ایران‌ناسیونال (پیکان) در سال ۱۳۴۶، پروین به این تیم پیوست. وی در سال ۱۳۴۷ مرد شماره یکِ تیمش بود و در سال ۴۸ علی‌رغم پیوستن بازیکنان بزرگی مثل همایون بهزادی که از پرسپولیس به پیکان آمده بودند باز هم بهترین بازیکن تیم بود و موفق شد با پیراهن پیکان به مقام قهرمانی برسد.
بازی خوب پروین به همراه تیمش در برابر تیم‌های یاد شده موجب شد تا پیکان آوازه‌ای داشته باشد. همچنین این تیم در یک دیدار تدارکاتی دو بر یک مغلوب تیم ملی امید استرالیا شد. گل پیکان توسط پروین به ثمر رسید. او در پیکان از روی نقطه پنالتی دروازه تاج و ناصر حجازی را گشود. وی در دیدار با آرش بندرعباس در کرمان در چارچوب مسابقات لیگ منطقه‌ای ۱۳۴۹ پنج گل زد تا پیکان این بازی را ۱۱ بر ۳ به سود خود خاتمه دهد.

## سال شمار دوران بازی

### سال ۱۳۴۹، حضور درپرسپولیسو تیم ملی

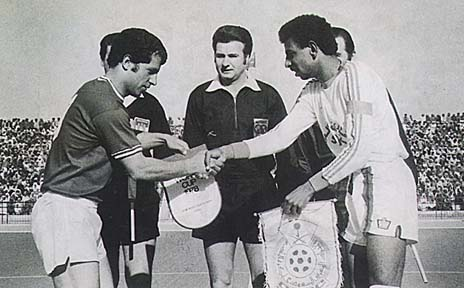
علی پروین به عنوان کاپیتان تیم ملی ایران در مقابل کاپیتان تیم ملی عربستان

در بیست وچهار سالگی توسط محمد بیاتی (مربی وقت) به تیم ملی دعوت شد و در روز ۱۵ شهریور ۱۳۴۹ و در رقابت‌های جام عمران منطقه‌ای در مقابل تیم ملی فوتبال پاکستان در نیمه دوم به جای علی جباری به میدان آمد و یکی از هفت گل ایران را نیز به ثمر رساند. او در دیدار دوم ایران برابر ترکیه نیز به جای مهدی مناجاتی وارد زمین شد. وی دوازده روز بعد (۲۷ شهریور) برای اولین بار با پیراهن پرسپولیس به میدان آمد و این تیم را در مصاف با عقاب یاری داد. در روز سوم مهرماه در دیدار دوستانه با استقلال (۳–۲) یکی از دو گل تیمش را زد و به همراه تیم پرسپولیس قهرمان تهران شد و به مسابقات لیگ منطقه‌ای راه یافت که بازی‌های خود را در کرمان پیگیری کرد. پرسپولیس پس از صعود از گروه اول (زیر گروه) در مرحله دوم با تیم‌های پاس و برق تهران و استقلال شیراز همگروه شد و به عنوان تیم دوم گروه خود به مصاف تیم اول گروه دیگر استقلال رفت و در حالی که بازی تا دقیقه ۷۵ یک بر یک مساوی دنبال می‌شد، قرمزها در اعتراض به نحوه قضاوت، زمین بازی را ترک کردند! فدراسیون وقت نیز پرسپولیس را ۳ بر صفر بازنده اعلام کرد.

### سال ۱۳۵۰، قهرمانی در لیگ
پروین در قالب تیم پرسپولیس، قهرمانی در لیگ را تجربه و در این بازی‌ها ۶ بار گلزنی کرد. در این سال‌ها پرسپولیس که از نظر مادی در وضع خوبی به سر می‌برد در برابر باشگاه‌های خارجی بسیاری حاضر شد.
- پرسپولیس ۲- هامبورگ آلمان ۲
- پرسپولیس ۱- گوارانی برزیل صفر (گل: علی پروین)
- پرسپولیس ۲- القادسیه کویت ۱ (گلها: علی پروین)
- پرسپولیس ۲- کروزیرو برزیل ۴
- پرسپولیس ۱-کریستال پالاس انگلستان ۵
- پرسپولیس ۱- کلودبن دانمارک ۱
- پرسپولیس ۱- ناسیونال اروگوئه صفر
- پرسپولیس ۱- اسلوبو یوگسلاوی صفر

در این سال پروین در دو دیدار پرسپولیس برابر استقلال به میدان رفت که حاصل آن یک تساوی برای دو تیم و یک پیروزی ۴ بر ۱ برای پرسپولیس بود. در این سال رقابت‌های جام بین‌المللی کورش نیز برگزار شد که با قهرمانی تیم ملی فوتبال ایران خاتمه یافت.

### سال ۱۳۵۱، صعود بهالمپیک
تیم ملی فوتبال ایران در این سال درگیر مسابقات مقدماتی المپیک ۱۹۷۲ مونیخ بود و در پایان موفق شد مجوز حضور در المپیک را به‌دست آورد. یک هفته بعد از صعود به المپیک، تیم ملی فوتبال ایران عازم بازی‌های جام برزیل موسوم به جام جهانی کوچک شد و ۴ دیدار حساس را برگزار کرد.
- ایران ۱- ایرلند جنوبی ۲
- ایران صفر – پرتغال ۳
- ایران ۱- اکوادور ۱
- ایران ۱- شیلی ۲

در شهریور ۱۳۵۱، بازی‌های المپیک مونیخ برگزار شد و تیم ملی ایران با دو شکست سنگین در برابر مجارستان و دانمارک و یک پیروزی دلچسب در برابر برزیل در دور اول حذف شد. در بازی‌های مقدماتی و نهایی المپیک و همچنین جام برزیل، علی پروین یکی از بازیکنان ثابت تیم بود که در کنار پرویز قلیچ خانی، جواد قراب و محمد صادقی خط میانی تیم ملی را تشکیل می‌دادند و به تناوب بازیکنانی مثل مناجاتی، علی جباری و کارو حق‌وردیان در کنار آن‌ها بازی می‌کردند. ترکیب ثابت پرسپولیس در این سال (۱۳۵۱)عبارت بود از: طاووسی، کاشانی، وطنخواه، آشتیانی، شاهرخی، معینی، علی پروین، ادیبی، بهزادی، کلانی، ایرانپاک و خوردبین

### سال ۱۳۵۲، قهرمانی در اولینجام تخت جمشید
در این سال بازی‌های مقدماتی جام جهانی فوتبال ۱۹۷۴ آلمان برگزار شد و تیم ملی فوتبال ایران که در دور اول درخشان ظاهر شده بود در مصاف با قهرمان قاره اقیانوسیه (استرالیا) با بدشانسی مواجه شد و با مصدومیتهای ناشی از برگزاری دیدار دوستانه با زلاندنو که چند روز قبل از دیدار با استرالیا انجام شده بود و اعمال نظرهای غیر مسئولانه، عدم تدارک کافی و سیستم دفاعی و محافظه کارانه در برابر استرالیا شکست سنگینی را متحمل شد. یک هفته بعد در تهران، ایران با دو گل استرالیا را مغلوب کرده ولی به خاطر گل زده کمتر، از جام جهانی خداحافظی کرد. در این رقابت‌ها پروین یکی از اعضای ثابت و کلیدی ایران بود.
سال ۵۲ اولین دوره جام تخت جمشید برگزار شد و تیم پرسپولیس در اوج قدرت خود با کسب ۳۷ امتیاز و بدون باخت و با داشتن بهترین خطوط دفاع و حمله قهرمان شد. نتیجه حیرت‌انگیز ۶ بر صفر این تیم در مقابل تاج تهران نیز در همین سال به وقوع پیوست. همچنین در این سال پرسپولیس در حالی که از بازیکنان بزرگی سود می‌برد و علی پروین را در اوج می‌دید در چارچوب دیدارهای بین‌المللی و دوستانه به مصاف حریفان رفت.
- پرسپولیس ۱- چلسی انگلستان صفر
- پرسپولیس ۳- هندون انگلستان صفر
- پرسپولیس ۱- جوانان سائوپائولو صفر

### سال ۱۳۵۳، قهرمانی دربازیهای آسیایی
در سال ۵۳، تیم پرسپولیس نایب قهرمان دومین دوره جام تخت جمشید شد. ترکیب اصلی پرسپولیس در این سال عبارت بود از: مودت، کاشانی، الله وردی، معینی، وطنخواه، سلیمانی، علی پروین، ادیبی، ایرانپاک، کلانی و حاج رحیمی پور در اردیبهشت ماه در دیدار دوستانه پرسپولیس و آبردین که با برتری دو بر صفر پرسپولیس به پایان رسید، یک گل به ثمر رساند.
در شهریور ماه همین سال بازیهای آسیایی ۱۹۷۴ در تهران برگزار شد و ایران با غلبه بر تیمهای پاکستان، برمه و بحرین به مرحله۱/۸ نهایی صعود کرد و در آنجا اسیر خط دفاعی و بازی بسته تیم مالزی شد تا اینکه علی پروین با گل سرنوشت ساز خود راه صعود ایران را هموار کرد. در مرحله بعدی نیز ایران با گذر از سد تیمهای کره جنوبی و عراق به فینال رسید و در نهایت با شکست اسرائیل قهرمان آسیا شد.
در روز ۲۹ آذر در دیدار با چکسلواکی، پروین که در این زمان ۲۸ ساله بود برای اولین بار بازوبند کاپیتانی تیم ملی را بر بازو بست.

### سال ۱۳۵۴، صعود بهالمپیکو قهرمانی درجام تخت جمشید
در این سال بازی‌های مقدماتی المپیک ۱۹۷۶ مونترال برگزار شد و تیم ایران با گذشتن از سد تیم‌هایی چون عربستان، عراق، بحرین و کویت مجوز حضور در المپیک را اخذ کرد. در این رقابت‌ها علی پروین کاپیتان تیم ملی بود.

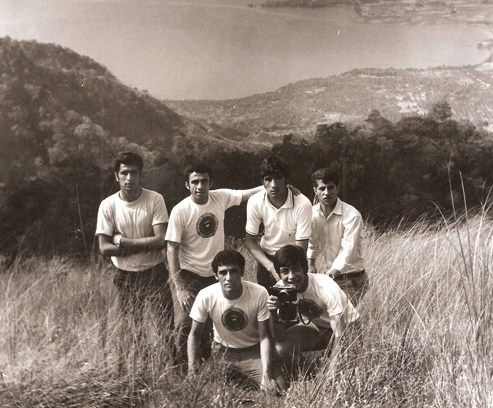
علی پروین (نفر اول ایستاده از راست)

در این سال جام تخت جمشید نیز سومین دوره خود را انجام شده دید و تیم پرسپولیس با کسب ۴۲ امتیاز بالاتر از تیم هما قهرمان شد.
ترکیب اصلی پرسپولیس در سال ۵۴: مودت، ذوالفقار نسب، آشتیانی، حاج رحیمی‌پور، علی پروین، دادکان، سلیمانی، ایرانپاک، فتاحی، ادیبی، دستجردی.

### گشودن دروازه شیاطین سرخ
پرسپولیس در سال ۵۴ در یک دیدار دوستانه به مصاف تیم مشهور منچستر یونایتد انگلستان رفت و با این تیم ۱–۱ مساوی کرد. گل پرسپولیس توسط علی پروین به ثمر رسید.

### سال ۱۳۵۵، قهرمانی جام ملت‌ها و حضور درالمپیک
سال ۵۵، برای پروین، سالی توأم با افتخار بود. وی در این سال پس از خداحافظی ابراهیم آشتیانی، رسماً کاپیتان پرسپولیس شد و به همراه این تیم عنوان نایب قهرمانی جام تخت جمشید را به‌دست آورد. ترکیب اصلی پرسپولیس در این سال: مودت – دادکان – ذوالفقار نسب – فاطمی مقدم – ادیبی – علی پروین – حاج رحیمی پور – عزیزی – ایرانپاک – الله وردی – دستجردی.
در خرداد همان سال جام ملت‌های آسیا ۱۹۷۶ در تهران برگزار شد و ایران با برتری مقابل تیمهای عراق، یمن و چین به فینال بازی‌ها رسید که در بازی فینال ایران با ضربه آزاد تماشایی پروین به کویت، سومین قهرمانی جام ملت‌های آسیا را به‌طور متوالی کسب کرد.
علی پروین پس از قهرمانی در جام ملت‌های آسیا ۱۹۷۶ با تیم ملی فوتبال ایران توانست بهترین بازیکن تورنمنت شود و مزد بازی‌های خوبش مخصوصاً در بازی فینال را گرفت.
یک ماه پس از قهرمانی آسیا، پروین به همراه تیم ملی عازم کانادا شد. تیم ملی فوتبال ایران در المپیک ۱۹۷۶ کانادا نتایج نسبتاً خوبی گرفت.
- ایران ۱- کوبا صفر
- ایران ۲- لهستان ۳
- ایران ۱- شوروی ۲

پروین در برابر تیم قدرتمند لهستان که در آن دوره قهرمان بازی‌ها شد، موفق شد گل اول ایران را به زیبایی هر چه تمامتر به ثمر برساند. در دیماه همان سال بازی‌های مقدماتی جام جهانی آرژانتین شروع شد و تیم ایران در بازی اول به راحتی و با نتیجه ۳ بر صفر عربستان را مغلوب کرد. در بازی دوم (۱۸ بهمن۵۵) در حالی که بازی گره خورده بود و تابلوی ورزشگاه آزادی نتیجه را صفر – صفر نشان می‌داد باز هم یک ضربه تماشایی از سوی پروین فریادرس تیم ملی شد.

### سال ۱۳۵۸ بازگشت به تیم ملی
او بعد از انقلاب از فوتبال ملی کنار رفت ولی در دی ماه ۱۳۵۸ اعلام کرد که به خاطر امام و جمهوری اسلامی به تیم ملی بازگشته است.

### سال ۱۳۶۱ آقای گل تهران
در این سال و در سن ۳۶ سالگی، او با ۱۴ گل، آقای گل جام باشگاه‌های تهران شد.

### سال ۱۳۶۸ مربیگری در تیم ملی
در این سال پرسپولیس با مربیگری پروین ضمن کسب عنوان قهرمانی جام باشگاه‌های تهران، در مسابقات لیگ قدس که در دوگروه برگزار می‌شد، در گروه اول صدرنشین و به مرحله نیمه نهایی صعود کرد. در این سال و پس از ناکامی تیم ملی ایران در صعود به جام جهانی ایتالیا، فدراسیون فوتبال ایران علی پروین را به عنوان سر مربی تیم ملی منصوب کرد.
وی اولین بار در تاریخ ۱۰ آذر ۶۸ در دیدار مقابل یمن جنوبی روی نیمکت نشست. پروین در اولین حضور به عنوان مربی، تیم ایران را در جام صلح و دوستی کویت همراهی کرد. در اواخر این سال از سوی پروین ۱۰۰ بازیکن تهرانی و شهرستانی به اردوهای مقطعی تیم ملی دعوت شدند و چند بازی تدارکاتی از جمله دیدار مقابل تیمهای لهستان و شوروی برگزار شد.

### سال ۱۳۶۹، قهرمانی دربازی‌های آسیاییپکن
در آغاز این سال پرسپولیس در مرحله نیمه نهایی لیگ (۶۸) با شکست دارایی به فینال رسید و در بازی نهایی ۲ بر۱ مغلوب استقلال شد. این اولین بار بود که پرسپولیس با مربیگری پروین به استقلال می‌باخت. در جام باشگاه‌های تهران نیز پرسپولیس با گل‌شماری نسبت به استقلال و برای پنجمین سال متوالی قهرمان شد.
در مهر ماه ۶۹ بازی‌های آسیایی ۱۹۹۰ در شهر پکن برگزار شد و تیم ملی ایران با مربیگری علی پروین پس از سال‌ها اولین قهرمانی خود در آسیا را جشن گرفت. ایران در فینال رقابت‌ها در ضربات پنالتی تیم کره شمالی را شکست داد.

### سال ۱۳۷۰، قهرمانی در جام در جامآسیا
پرسپولیس در سال ۷۰ عنوان نایب قهرمانی تهران و سومی لیگ را کسب کرد. در جام حذفی تهران نیز در دور اول حذف شد و در جام حذفی آسیا که از سال قبل باقی‌مانده بود پس از کناره‌گیری دائو ریال کره جنوبی با غلبه بر تیم‌های الهلال عربستان و المحرق بحرین اولین جام حذفی آسیا (جام در جام آسیا) را فتح کرد. این اولین عنوان بین‌المللی پرسپولیس بود.
همچنین در مهر ماه همان سال تیم ملی فوتبال ایران در جام بین قاره‌ای آسیا و آفریقا به مصاف الجزایر قهرمان جام ملت‌های آفریقا رفت. دیدار رفت در تهران برگزار شد و تیم ملی فوتبال ایران در یکی از بهترین بازی‌های تاریخ خود با حساب ۲ بر ۱ الجزایر را شکست داد. قبل از بازی برگشت پروین در مصاحبه با جراید گفت:در الجزیره با سیستم «علی اصغری» حریف را متوقف می‌کنیم. تیم ایران در این بازی با ارائه یک بازی بسته تا دقایق پایانی درحفظ نتیجه موفق بود ولی در یک لحظه غفلت، بین حلیمه مدافع الجزایر در بین مدافعان پرشمار ما توپ را درون دروازه عابدزاده جای داد تا عنوان قهرمانی دو قاره به الجزایری‌ها برسد.

### سال ۱۳۷۱، ناکامی درجام ملت‌های آسیا
ادامه بازی‌های حذفی سال قبل برگزار شد و پرسپولیس، با نتیجه ۲ بر ۱ ملوان انزلی را مغلوب کرد. در جام در جام آسیا نیز تیم پرسپولیس پس از انصراف نماینده لبنان دربرابر تیمهای فانجا امان، بنی یاس امارات و الاتحاد عربستان در مجموع به برتری دست یافت و به فینال بازی‌ها رسید.
در این زمان علی پروین به علت مشغله زیاد و به خاطر حضور و تمرکز بیشتر بر روی تیم ملی که عازم جام ملت‌های آسیا (۱۹۹۲) بود، در بیشتر بازی‌ها محمد مایلی کهن را به جای خود قرار می‌داد. در جام ملت‌های آسیا ایران در دور اول حذف شد.
در دیدار رفت نهایی جام در جام آسیا تیم پرسپولیس در حالی که چند یار اصلی خود را به همراه نداشت در ورزشگاه ملی توکیو در برابر نیستان ژاپن به تساوی یک بر یک رسید و قرار شد بازی برگشت در فروردین ماه سال بعد برگزا ر شود.
در فینال جام آزادگان نیز دیدار فینال بین دو تیم پرسپولیس و پاس برگزار شد که این دیدار پس از ۱۲۰ دقیقه یک بر یک مساوی خاتمه یافت و در ضربات پنالتی این پاسی‌ها بودند که برای دومین بار پیاپی جام را مال خود کردند. همچنین در دی و بهمن ماه این سال بازی‌های سوپر لیگ باشگاه‌های تهران برگزار شد و تیم پرسپولیس به علت انتخاب قبلی به عنوان مهمان در این بازی شرکت کرد؛ که در این بازی‌ها با مربیگری محمد مایلی کهن و بازیکنان جوان‌تر به میدان رفت.

### سال ۱۳۷۲، برکناری پروین از تیم ملی
در شروع این سال پرسپولیس بازی برگشت خود در جام در جام آسیا را در ورزشگاه آزادی در برابر نیسان ژاپن برگزار کرد و در حالی که دربازی رفت نیمی از راه قهرمانی را طی کرده بود، در تهران و در کمال ناباوری یک بر صفر مغلوب حریف ژاپنی شد؛ و جام را از کف داد. در خرداد و تیر ماه سال ۱۳۷۲، تیم ملی فوتبال ایران در جام اکو قهرمان شد و سپس در مسابقات مقدماتی جام جهانی ۱۹۹۴ موفق عمل کرد و به دور دوم صعود نمود.
در جام حذفی آسیا (۱۹۹۳) پیروزی پس از غلبه بر السالمیه کویت در برابر العربی قطر باخت و حذف شد.
در جام آزادگان نیز پس از سایپا به مقام دومی رسید.
در مهر ماه ۷۲ بازی‌های مقدماتی جام جهانی آمریکا در دوحه قطر برگزار شد و ایران در حالی که چند بازیکن نام آشنای خود از جمله کرمانی مقدم، پیوس و محرمی را به علت محرومیت و عابدزاده را به علت مصدومیت در اختیار نداشت و بدون بازی تدارکاتی جدی راهی این رقابت‌ها شد و در روز اول با ۳ گل به کره جنوبی باخت. این باخت تبعات بسیار بدی برای فوتبال ما در پی داشت، زیرا بر اساس گفته‌های بازیکنان آن دوره، پس از این بازی در رختکن و هتل محل اقامت اختلاف و کشمکش بین بازیکنان و مربیان بالا گرفت تا جایی که بعضی از بازیکنان قصد ترک اردو را داشتند که با پا در میانی مسئولان، ظاهراً غائله خاتمه یافت. ایران در بازی دوم ژاپن را مغلوب کرد و در بازی سوم که از حساسیت بالایی بر خوردار بود به مصاف عراق رفت و مغلوب این تیم شد. کره شمالی را دو بر یک برد و در بازی آخر در برابر عربستان در یک بازی پر گل و بدون تاکتیک که در آن هدف فقط گلزنی بود مغلوب عربستان شد تا این تیم به همراه کره جنوبی مسافر آمریکا شود. ایران در بین ۶ کشور پنجم شد.
پس از بازگشت تیم ملی، برخوردها با پروین از فرودگاه آغاز شد و تا منزل و محل کار او ادامه یافت، با نادیده گرفتن یک عمر بازی، مربیگری و افتخاراتی که برای پرسپولیس و ایران به‌دست آورده بود و با وجود اینکه پروین از ماه‌ها قبل از بازی‌های قطر بارها گفته بود که تیم ملی مشکل دارد (مشکل بازی تدارکاتی، بازیکن، مالی و…)
پس از چند روز کادر مربیان تیم ملی شامل پروین، ابراهیمی، کماسی و مایلی کهن از کار برکنار شدند. البته تبعات شکست در قطر ادامه یافت تا آنجا که صفی‌زاده رئیس فدراسیون فوتبال و حسن غفوری فرد رئیس سازمان تربیت بدنی نیز کنار گذاشته شدند.
پس از برکناری پروین وی در تیم پرسپولیس هم مربیگری نکرد و محمد پنجعلی به همراه ناصر محمدخانی هدایت تیم را بر عهده گرفتند.

### سال ۱۳۷۷، بازگشت مجدد پروین
پس از کسب نتایج ضعیف از سوی تیم پرسپولیس، هواداران این تیم مدام خواهان بازگشت علی پروین شدند. امیر عابدینی مدیرعامل باشگاه، ابتدا زیر بار نمی‌رفت ولی پس از بازی‌ها و نتایج روزهای اول لیگ ۷۷ وی عقب‌نشینی کرد و زمینه حضور مجدد پروین را فراهم نمود. پس از ۵ سال، در مهر ماه سال۷۷ (بازی با فجر سپاسی) پروین بار دیگر به صحنه فوتبال بازگشت و به عنوان سرمربی پرسپولیس بر روی نیمکت این باشگاه پر طرفدار نشست. روز بازگشت مجدد او به فوتبال یکی از روزهای بسیار ماندنی در نزد وی و هواداران بود. یک ماه بعد، شادی هواداران تکمیل شد و در روز ۲۲ آبان پرسپولیس، رقیب سنتی خود (استقلال) را با یک گل مغلوب کرد، این برد در حالی به دست آمد که خوشبین‌ترین افراد هم این نتیجه را پیش‌بینی نمی‌کردند اما پرسپولیس با ترفندهای مخصوص پروین، استقلال را مغلوب کرد و در پایان سال نیز قهرمان شد.

### سال ۱۳۷۸، تکرار قهرمانی
در این سال پرسپولیس در رقابت‌های جام حذفی (باقی‌مانده از سال قبل) به مقام قهرمانی رسید و در فینال استقلال را ۲ بر ۱ شکست داد.
در لیگ آزادگان نیز این تیم طی دو دیدار رفت و برگشت موفق عمل کرد. در بازی رفت (۲ مهر) در حالی که داور عربستانی دو یار پرسپولیس را در همان نیمه اول از بازی اخراج کرد برد استقلالی‌ها مسجل می‌نمود ولیکن تیم پرسپولیس با ارائه یک بازی غیرتمند و هماهنگ نتیجه مساوی را رقم زد، نتیجه‌ای که برای قرمزها کمتر از برد نبود. در بازی برگشت (۸ اسفند) پرسپولیس با دو گل، استقلال را مغلوب کرد و در پایان بازی‌ها با هفت امتیاز اختلاف نسبت به استقلال قهرمان شد.

### سال ۱۳۷۹، اختلافات مدیریتی باشگاهپرسپولیس
در آغاز این سال پرسپولیس در جام باشگاه‌های آسیا، سوم شد. در این سال و طی چند مرحله اختلافات مدیریتی در باشگاه پرسپولیس بالا گرفت و در حالی که بازیکنان و مربیان این تیم از این همه سردرگمی و همچنین مشکلات مالی کلافه شده بودند، پروین با سیاست خاص خود بازیکنان را جمع‌آوری کرد و ضمن روحیه دادن، آن‌ها را روانه بازی‌ها کرد که عنوان نایب قهرمانی در آخرین لیگ آماتوری ایران و مقام سوم آسیا دستاورد آن بود.

### سال ۱۳۸۱، قهرمانی معجزه‌آسا
در اوایل سال اکبر غمخوار از سوی هیئت مدیره باشگاه به عنوان مدیر عامل برگزیده شد و در خرداد ماه در حالی که قهرمانی استقلالی‌ها در لیگ حتمی به نظر می‌رسید، پرسپولیس در حالتی معجزه آسا قهرمانی را از چنگ آبی‌ها درآورد. در این سال مشکلات مالی در باشگاه بیداد می‌کرد.

### سال ۱۳۸۲، برکناری مجدد پروین و تولد آذربایجان
در این سال و پس از پایان دومین لیگ حرفه‌ای، سران پرسپولیس یک مربی اهل کرواسی (وینگو بگوویچ) را جایگزین پروین کردند. پروین به عشق مردم و دوستانش به یاد روزهای جوانی در باشگاه‌های البرز و کیان امتیاز باشگاه آذربایجان را خریداری کرد تا این تیم پایگاه هوادارانش باشد. پس از خرید باشگاه با چند بازیکن مطرح سالهای قبل مثل رضا شاهرودی، بهزاد داداش‌زاده، علی باغمیشه و صالح پور توافق کرد. تیم آذربایجان بازی‌های خود را زیرگروه لیگ دسته دوم ایران پیگیری کرد و در پایان بازی‌های مقدماتی از گروه اول و در حضور تیمهای شهرداری لنگرود، آذر آب اردبیل، سپید رود رشت، فرمانداری مریوان، استقلال انزلی و پرسپولیس زنجان به عنوان تیم دوم گروه راهی مرحله بعدی بازی‌ها شد.
پروین در سال ۸۳ مجدداً به پرسپولیس بازگشت و به عنوان مدیرفنی پرسپولیس مشغول به کار شد.

## استیل آذین
او در اردیبهشت ۱۳۸۶ با خرید امتیاز تیم اکباتان تهران به مبلغ ۸۰۰ میلیون تومان، رسماً مدیریت و اداره این تیم را برعهده گرفت. که نام آن را به استیل آذین تغییر داد و بازیکنان صاحب نامی همچون: ابراهیم میرزاپور، فرزاد مجیدی، بهروز رهبری‌فر، حامد کاویانپور، علی انصاریان، ابراهیم اسدی، محمد محمدی، داوود فنایی، پژمان جمشیدی، محمد پروین، نیما نکیسا، ایمان رزاقی‌راد و … به مربیگری تئودی یونگ سپس بهروز رهبری‌فر و فرهاد کاظمی در آن فعالیت می‌کردند. استیل آذین در فصل ۱۳۸۷–۱۳۸۸ به لیگ برتر فوتبال ایران راه یافت.

## راهیابی به هیئت مدیره پرسپولیس
دراواخر شهریور ماه سال ۹۰ با حکمی از سوی محمد عباسی وزیر ورزش علی پروین به عنوان یکی از اعضای هیئت مدیره پرسپولیس انتصاب کرد، وی همچنین محمد حسین ن‍ژاد فلاح (معاون سابق احمدی‌نژاد و رئیس سابق سازمان بنیاد شهید) و لطف‌الله فروزنده دهکردی (معاون برنامه‌ریزی و منابع احمدی‌نژاد) و سردار رویانیان و محمد پنجعلی را به عنوان دیگر اعضای هیئت مدیره انتخاب کرد که هیئت مدیره هم در اقداماتی سردار رویانیان را به عنوان مدیر عامل و فروزنده (معاون احمدی‌نژاد) را به عنوان رئیس هیئت مدیره انتخاب کردند." او هم‌اکنون رئیس شرکت پیشکسوتان کهن پرسپولیس است.

## مدیرعاملی پرسپولیس
در ۲ بهمن ۱۳۹۲، پس از استعفای محمدرضا رویانیان، در جلسه هیئت مدیره پرسپولیس، علی پروین به عنوان سرپرست مدیرعاملی پرسپولیس انتخاب شد. چند روز بعد در ۷ بهمن ۱۳۹۲، علی پروین رسماً به عنوان مدیرعامل پرسپولیس تعیین شد. در ۷ اردیبهشت ۱۳۹۳، هیئت مدیره جدید باشگاه پرسپولیس تعیین گردید، اما نام علی پروین در میان آنان دیده نمی‌شد. در ۸ اردیبهشت ۱۳۹۳، با رأی اعضای هیئت مدیره جدید، علیرضا رحیمی مدیرعامل باشگاه پرسپولیس شد و جای علی پروین را گرفت.

## آمار ملی

### بازی‌های ملی
| ایران | ایران | ایران | ایران  |
| سال   | بازی  | گل    | پاس گل |
| ----- | ----- | ----- | ------ |
| ۱۹۷۰  | ۴     | ۰     | ۰      |
| ۱۹۷۱  | ۲     | ۰     | ۰      |
| ۱۹۷۲  | ۱۲    | ۲     | ۰      |
| ۱۹۷۳  | ۷     | ۱     | ۰      |
| ۱۹۷۴  | ۹     | ۳     | ۰      |
| ۱۹۷۵  | ۶     | ۱     | ۰      |
| ۱۹۷۶  | ۱۱    | ۲     | ۰      |
| ۱۹۷۷  | ۱۲    | ۱     | ۰      |
| ۱۹۷۸  | ۷     | ۱     | ۰      |
| ۱۹۸۰  | ۶     | ۰     | ۱      |
| مجموع | ۷۶    | ۱۱    | ۱      |

### گل‌های ملی
| شماره | تاریخ          | میزبان  | بازی ملی | حریف      | نتیجه | رقابت                        |
| ----- | -------------- | ------- | -------- | --------- | ----- | ---------------------------- |
| ۱     | ۱ ژانویه ۱۹۷۲  | آتن     | ۷        | کویت      | ۲–۰   | مقدماتی المپیک تابستانی ۱۹۷۲ |
| ۲     | ۱ فوریه ۱۹۷۲   | آتن     | ۸        | کویت      | ۲–۰   | مقدماتی المپیک تابستانی ۱۹۷۲ |
| ۳     | ۶ مه ۱۹۷۳      | تهران   | ۲۰       | کویت      | ۲–۱   | مقدماتی جام جهانی ۱۹۷۴       |
| ۴     | ۳ سپتامبر ۱۹۷۴ | تهران   | ۲۷       | پاکستان   | ۷–۰   | بازی‌های آسیایی ۱۹۷۴          |
| ۵     | ۳ سپتامبر ۱۹۷۴ | تهران   | ۲۷       | پاکستان   | ۷–۰   | بازی‌های آسیایی ۱۹۷۴          |
| ۶     | ۹ سپتامبر ۱۹۷۴ | تهران   | ۳۰       | مالزی     | ۱–۰   | بازی‌های آسیایی ۱۹۷۴          |
| ۷     | ۲۰ اوت ۱۹۷۵    | تهران   | ۳۷       | بحرین     | ۳–۰   | مقدماتی المپیک تابستانی ۱۹۷۶ |
| ۸     | ۱۳ ژوئن ۱۹۷۶   | تهران   | ۴۵       | کویت      | ۱–۰   | جام ملت‌های آسیا ۱۹۷۶         |
| ۹     | ۲۲ ژوئیه ۱۹۷۶  | مونترآل | ۵۰       | لهستان    | ۲–۳   | المپیک تابستانی ۱۹۷۶         |
| ۱۰    | ۲۸ ژانویه ۱۹۷۷ | دمشق    | ۵۳       | سوریه     | ۱–۰   | مقدماتی جام جهانی ۱۹۷۸       |
| ۱۱    | ۲۶ آوریل ۱۹۷۸  | تهران   | ۶۶       | بلغارستان | ۱–۱   | دوستانه                      |

## افتخارات

### دوران بازی

#### پیکان
- مسابقات استانی لیگ تهران: قهرمان ۱۳۴۸

#### پرسپولیس
- جام منطقه‌ای فوتبال ایران: قهرمان (۱ بار): ۱۳۵۰
- جام تخت جمشید: قهرمان (۲ بار): ۱۳۵۲، ۱۳۵۴
- جام اسپندی: قهرمان (۱ بار): ۱۳۵۸
- جام وحدت (مسابقات دوستانه): قهرمان ۱۳۶۰ (همزمان بازیکن و سرمربی)
- مسابقات استانی لیگ تهران: قهرمان (۳ بار): ۱۳۶۱، ۱۳۶۵، ۱۳۶۶ (همزمان بازیکن و سرمربی)
- مسابقات استانی جام حذفی تهران: قهرمان (۲ بار): ۱۳۶۱، ۱۳۶۶ (همزمان بازیکن و سرمربی)

### تیم ملی ایران
- جام ملت‌های آسیا: قهرمان (۲ بار): ۱۹۷۲ و ۱۹۷۶
- بازی‌های آسیایی: قهرمان ۱۹۷۴
- قهرمانی در جام منطقه‌ای با تیم ملی فوتبال ایران (۱۹۷۰) - دوستانه
- قهرمانی در جام کوروش با تیم ملی فوتبال ایران (۱۹۷۱) - دوستانه

### دوران سرمربیگری

#### پرسپولیس
- جام وحدت (مسابقات دوستانه): قهرمان ۱۳۶۰
- مسابقات استانی لیگ تهران: (۶ بار):۱۳۶۱، ۱۳۶۵، ۱۳۶۶، ۱۳۶۷، ۱۳۶۸، ۱۳۶۹
- مسابقات استانی جام حذفی تهران: قهرمان (۲ بار): ۱۳۶۱، ۱۳۶۶
- لیگ ایران: قهرمان (۳ بار): ۷۸–۱۳۷۷، ۷۹–۱۳۷۸، ۸۱–۱۳۸۰ / نایب قهرمان (۳ بار): ۶۹–۱۳۶۸، ۱۳۷۱، ۸۰–۱۳۷۹
- جام حذفی فوتبال ایران: قهرمان (۳ بار): ۱۳۶۶، ۷۱–۱۳۷۰، ۷۸–۱۳۷۷
- جام برندگان جام آسیا: قهرمان ۹۱–۱۹۹۰ / نایب قهرمان ۹۳–۱۹۹۲
- دو سومی جام باشگاه های اسیا در سال های ۲۰۰۰_۱۹۹۹ ، ۰۱_۲۰۰۰

#### تیم ملی
- بازی‌های آسیایی: قهرمان ۱۹۹۰